# 新一街道 (鹤岗市)
新一街道，是中华人民共和国黑龙江省鹤岗市东山区下辖的一个乡镇级行政单位。

## 行政区划
新一街道下辖以下地区：
新和社区、新建社区、新飞社区和新安社区。